# Nicostrate d'Athènes
Nicostrate (en grec ancien Νικόστρατος) est un philosophe grec du IIe siècle.

## Notice historique
Simplicios parle de lui dans son Commentaire sur les Catégories, ouvrage d'Aristote.

## Sources
- (fr) Pierre Pellegrin (dir.) (trad. du grec ancien), Aristote : Œuvres complètes, Paris, Éditions Flammarion, 2014, 2923 p. (ISBN 978-2-08-127316-0)